# Hansson
Hansson ist ein schwedischer Familienname.

## Namensträger
- Anders Hansson (Politiker, 1839) (1839–1914), schwedischer Politiker (Liberala samlingspartiet)
- Anders Hansson (Skirennläufer), schwedischer Skirennläufer
- Anders Hansson (Musiker) (* 1962), schwedischer Musiker, Komponist und Produzent
- Anders Hansson (Badminton), schwedischer Badmintonspieler
- Anders Hansson (Politiker, 1976) (* 1976), schwedischer Politiker (Moderata samlingspartiet)
- Anders Hansson (Leichtathlet) (1992–2020), schwedischer Geher
- Anette Hansson (* 1963), schwedische Fußballspielerin
- Ardo Hansson (* 1958), estnisch-amerikanischer Ökonom
- Bill S. Hansson (* 1959), schwedischer Biologe
- Bo Hansson (1943–2010), schwedischer Keyboarder und Komponist
- Cecilia Hansson (* 1973), schwedische Dichterin
- David Heinemeier Hansson (* 1979), dänischer Programmierer
- Elin Hansson (* 1996), schwedische Handballspielerin
- Emil Hansson (Handballspieler, 1996) (* 1996), schwedischer Handballspieler
- Emil Hansson (Handballspieler, 1997) (* 1997), schwedischer Handballspieler
- Emil Hansson (Fußballspieler) (* 1998), norwegisch-schwedischer Fußballspieler
- Erika Hansson (* 1973), schwedische Skirennläuferin
- Gunilla Hansson (* 1939), schwedische Autorin und Illustratorin
- Håkan Hansson (* 1964), schwedischer Freestyle-Skier
- Hallur Hansson (* 1992), färöischer Fußballspieler
- Hans Hansson (Skirennläufer) (1919–2003), schwedischer Skirennläufer
- Hans Hansson (Eishockeyspieler) (* 1949), schwedischer Eishockeyspieler
- Holger Hansson (1927–2014), schwedischer Fußballspieler und -trainer
- Ingvar Hansson (* 1947), schwedischer Segler
- Jenny Hansson (* 1980), schwedische Skilangläuferin
- Karl Krüger-Hansson (1887–1962), schwedischer Schriftsteller
- Kerstin Hansson (* 1969), schwedische Schauspielerin
- Knut Hansson (1911–1990), schwedischer Fußballspieler
- Leif Hansson (* 1946), schwedischer Radsportler
- Linn Hansson (* 1997), schwedische Handballspielerin
- Louise Hansson (* 1996), schwedische Schwimmerin
- Mariette Hansson (* 1983), schwedische Sängerin
- Martin Hansson (Schiedsrichter) (* 1971), schwedischer Fußballschiedsrichter
- Martin Hansson (Skirennläufer) (* 1975), schwedischer Skirennläufer
- Maud Hansson (1937–2020), schwedische Schauspielerin
- Michael Hansson (* 1972), schwedischer Fußballspieler
- Moa Hansson (* 2001), schwedische Skilangläuferin
- Niran Hansson (* 1996), thailändisch-schwedischer Fußballspieler
- Ola Hansson (1860–1925), schwedischer Schriftsteller und Philosoph
- Olav Hansson (* 1957), norwegischer Skispringer
- Olle Hansson (1904–1991), schwedischer Skilangläufer
- Øyvor Hansson (1893–1975), norwegische faschistische Politikerin

- Pär Hansson (Politiker) (1702–1758), schwedischer Politiker
- Pär Hansson (Schriftsteller) (* 1970), schwedischer Schriftsteller
- Pär Hansson (Fußballspieler) (* 1986), schwedischer Fußballspieler

- Per Hansson (Autor) (1922–1982), norwegischer Autor und Journalist
- Per Albin Hansson (1885–1946), schwedischer Politiker
- Petter Hansson (* 1976), schwedischer Fußballspieler
- Rasmus Hansson (* 1954), norwegischer Biologe, Umweltaktivist und Politiker (MDG)
- Roger Hansson (* 1967), schwedischer Eishockeyspieler
- Sandra Hansson (* 1980), schwedische Skilangläuferin
- Sophia Hansson (* 1985), schwedische Badmintonspielerin
- Sophie Hansson (* 1998), schwedische Schwimmerin
- Sven Hansson (1912–1971), schwedischer Skilangläufer
- Sven Ove Hansson (* 1951), schwedischer Philosoph und Autor
- Sune Hansson (* 1939), schwedischer Radrennfahrer
- Thors Hans Hansson (* 1950), schwedischer Physiker
- William Hansson (* 2001), schwedischer Skirennläufer